# Proasellus intermedius
Proasellus intermedius és una espècie de crustaci isòpode pertanyent a la família dels asèl·lids.

## Subespècies
- Proasellus intermedius intermedius (Sket, 1965)
- Proasellus intermedius meridionalis (Stoch, 1988)[3]

## Hàbitat
És una espècie demersal.

## Distribució geogràfica
Es troba a Europa: Itàlia i Eslovènia.